# I Was Meant for You
I Was Meant for You é um filme mudo norte-americano de 1913, do gênero drama, dirigido por Anthony O'Sullivan.

## Elenco
- Charles West ... Theron
- Claire McDowell ... Lavina
- Harry Carey ... Luke
- Lionel Barrymore ... Susan
- John T. Dillon